# دیمه‌دره
دیمه‌دره (به ترکی آذربایجانی: Dəymədərə) یک منطقهٔ مسکونی در جمهوری آذربایجان است که در شهرستان اغوز واقع شده‌است. دیمه‌دره ۵۰۱ نفر جمعیت دارد.